# Keiron Cunningham

a Compétitions nationales et continentales officielles uniquement.

b Matchs officiels uniquement.
Keiron Cunningham, né le 28 octobre 1976 à St Helens (Merseyside), est un joueur de rugby à XIII gallois évoluant au poste de talonneur dans les années 1990 et 2000 renconverti en entraîneur. Il a notamment été sélectionné en sélection britannique et galloise, participant avec cette dernière aux Coupes du monde 1995 et 2000. En club, il a effectué toute sa carrière dans le même club : St Helens RLFC. Il y devient l'un des joueurs les plus importants du club et a longtemps été courtisé par les dirigeants gallois et anglais de rugby à XV ou de clubs australiens de rugby à XIII qui ont fait des propositions que Cunningham a toujours refusé.
Après sa carrière de joueur, il devient entraîneur et prend en charge le club dans lequel il a évolué joueur : St Helens RLFC. Après an et demi à la tête de St Helens, il est démis de ses fonctions en avril 2017 en raison de la septième place du club en Super League.

## L'affaire de la nationalité galloise de Keiron Cunningham
En 2001, le joueur est au centre d'une polémique, polémique créée par une partie de la presse anglaise, alors qu'il refuse de passer au rugby à XV et de jouer pour l'équipe du Pays de Galles de rugby à XV.
En effet, Cunningham est pressenti un moment et même annoncé comme futur joueur du XV du Poireau contre le Tonga  (test-match en novembre) , mais il refuse les sirènes de l'argent pour rester à XIII en indiquant:  « qu'il a grandi avec le rugby à XIII, dans une famille de treizistes, et que le rugby à XIII est tout ce à quoi il veut jouer » .
Une partie de la presse anglaise, le Daily Express en particulier, indique que le refus du joueur serait motivé par le fait que le joueur ne remplirait pas les conditions de nationalité lui permettant d'être sélectionnable dans le XV du pays de Galles, ce que le joueur qualifiera de « ridicule et grotesque ».